# Cova de Covadonga
La Cova de Covadonga o Santa Cueva de Covadonga, és un dels elements que conformen el Santuari de Covadonga situat a Cangues d'Onís, al Principat d'Astúries. Es tracta d'una gruta en els contraforts del Mont Auseva, que dona nom a la parròquia de Covadonga al concejo de Cangues d'Onís. Hi ha una capella del sagrari amb la imatge de la Verge de Covadonga (popularment anomenada la Santina) i la tomba de Pelai I, revoltat contra el govern; segons la tradició en aquest lloc s'haurien refugiat Pelai i alguns servidors perseguits per les autoritats i potser algun duia una imatge d'una verge.

## Etimologia
El significat de «Covadonga», procedeix de «Cova de onnica» i significa la font de la cova. El sufix onnika, font deriva del cèltic onna, "riu", i conforma a la zona nombrosos topònims com Isongo "font del Is", Triongo "tres fonts", Candongo "font blanca", etc.
Segons alguns estudiosos, la versió tradicional que fa venir el nom del llatí «Cova Dominica», o «Cova de la Senyora» (per estar el lloc dedicat al culte de la Mare de Déu de Covadonga) és poc probable, i hauria donat en asturià «Covadominga ». No obstant això, en un ordre cronològic sobre les cròniques que fan referència a la monarquia asturiana i a la seva història, la de major antiguitat és la Chronicon Albeldense, i a continuació la Crònica d'Alfons III. D'aquesta última, la primera «versió» és la Crònica d'Alfons III, anomenada així per haver-se trobat a la Catedral de Roda d'Isàvena ja mostrava les paraules coba domínica, que a la Baixa Edat Mitjana va evolucionar fins al nom actual de Covadonga passant pels estadis intermedis de covadómnica, covadónnica i covadónega.

## Història

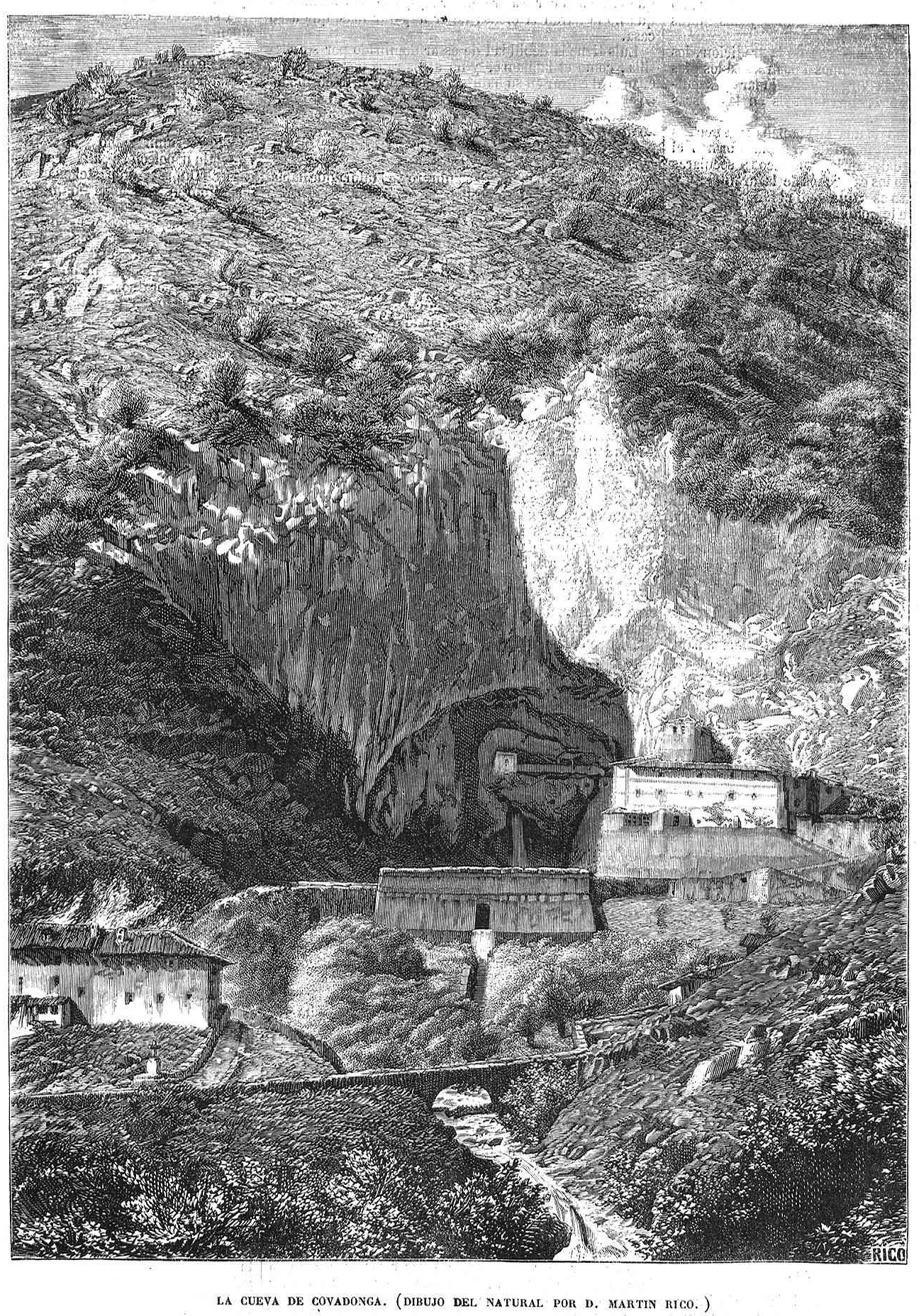
Il·lustració de la cova, obra de Martín Rico, publicada el 1857 en El Museo Universal.

L'origen de la cova com a lloc de culte és controvertit. La tradició afirma que Pelagi I, perseguint a un malfactor que s'hauria refugiat en aquesta gruta, es va trobar amb un ermità que donava culte a la Mare de Déu. L'ermità va pregar a Pelagi que perdonés al malfactor, ja que s'havia acollit a la protecció de la Mare de Déu, i li va dir que arribaria el dia en què ell també tindria necessitat de buscar empara a la Cova. Alguns historiadors diuen que el més versemblant és que Pelagio i els cristians, refugiats a la Cova dels musulmans, portessin alguna imatge de la Verge i la deixessin allí després de la seva victòria en la batalla de Covadonga.
Les cròniques musulmanes sobre la Batalla de Covadonga diuen que en aquesta Cova es van refugiar les forces de Pelagi, alimentant-se de la mel deixada per les abelles en les esquerdes de la roca. Les cròniques cristianes afirmen que la intervenció miraculosa de la Mare de Déu va ser decisiva en la victòria, en repel·lir els atacs contra la Cova.
La primera construcció a la Santa Cova data de temps de Alfons I d'Astúries qui, per commemorar la victòria de Pelagi davant els musulmans, va manar construir una capella dedicada a la Mare de Déu, que donaria origen a l'advocació de la Mare de Déu de Covadonga (coneguda popularment com la Santina). A més de l'altar a la Verge se'n construir dos més de Sant Joan Baptista i Sant Andreu. Alfons I va fer lliurament d'aquesta església als monjos benedictins.
La cova estava recoberta de fusta però el 1777 un incendi va destruir la talla original de la Santina. L'actual talla data del segle xviii i va ser donada al Santuari per la Catedral de San Salvador d'Oviedo el 1778. La talla de la Verge és de fusta policromada, de dolces faccions, i sosté al Nen i una rosa d'or.
Durant la guerra civil la imatge de la Mare de Déu va desaparèixer, i va ser trobada a l'ambaixada d'Espanya a França el 1939. La capella actual, una recreació historicista d'estil neoromànic, és obra de l'arquitecte Luis Menéndez-Pidal i Álvarez.

## Panteó reial de Covadonga
Els personatges reals que van rebre sepultura a Covadonga, segons afirmen diversos historiadors, van ser Pelagi I (¿? -737), primer rei d'Astúries i fill del duc Favila; la reina Gaudiosa, esposa de l'anterior; una germana del rei Pelagi I; Alfons I el Catòlic (693-757), tercer rei d'Astúries i fill de Pere de Cantàbria, duc de Cantàbria, i la reina Ermessenda, esposa de l'anterior, filla del rei don Pelayo i de la reina Gaudiosa, i germana del rei Favila d'Astúries.
El rei Pelai va morir a Cangas d'Onís, on tenia la seva cort, l'any 737. El seu cadàver va rebre sepultura a l'església de Santa Eulàlia, situada a la localitat asturiana d'Abamia, en la qual prèviament havia estat sepultada la seva esposa, la reina Gaudiosa. En aquesta església es conserva en l'actualitat el sepulcre, buit, que va contenir les restes del rei, i al davant hi ha el que va contenir les restes de la seva esposa. El cronista Ambrosio de Morales va deixar constància en la seva obra que Alfons X el Savi, rei de Castella i Lleó, va ordenar traslladar les restes del rei Pelagi i els de la seva dona a la Santa Cova de Covadonga, tot i que nombrosos historiadors han qüestionat l'autenticitat del trasllat d'aquestes restes a Covadonga.

En els sepulcres en què se suposa que hi ha les restes del rei Pelagi, i els del seu gendre, Alfons I el Catòlic, amb les seves respectives dones, es troben gravats, respectivament, aquests epitafis:
| « | AQVI YACE EL SEÑOR REY DON PELAIO, ELLETO EL AÑO DE 716 QUE EN ESTA MILAGROSA CUEBA COMENZO LA RESTAVRACION DE ESPAÑA BENCIDOS LOS MOROS; FALLECIO AÑO 737 Y ACOMPAÑA SS M/gEr Y ErMANA | » |

| « | AQVI YAZE EL CATOLICO Y SANTO REI DON ALONSO EL PRIMERO I SV MVJER DOÑA ERMENISINDA ERMANA DE DON FAVILA A QVIEN SVCEDIO. GANO ESTE REY MVCHAS VITORIAS À LOS MOROS. FALLECIO EN CANGAS AÑO DE 757. | » |